# Robin Warren
Robin Warren (anglès: John Robin Warren)  (Adelaida, 11 de juny de 1937 - Perth, 23 de juliol de 2024) va ser un patòleg australià guardonat l'any 2005 amb el Premi Nobel de Medicina o Fisiologia.

## Biografia
Va néixer l'11 de juny de 1937 a la ciutat d'Adelaida, la capital de l'estat d'Austràlia Meridional. Va estudiar medicina a la Universitat d'Adelaida, on es va graduar el 1961. Des de 1967 era membre del Royal College of Pathologists of Australia i posteriorment va esdevenir membre del Royal Perth Hospital, on va desenvolupar la major part de la seva carrera científica. L'any 2007 li fou concedida l'Orde d'Austràlia, la màxima condecoració nobiliària australiana concedida per la reina Elisabet II del Regne Unit.
Al costat de Barry Marshall demostrà que el bacteri Helicobacter pylori és el responsable de l'úlcera pèptica. Així mateix va desenvolupar un test de diagnòstic de la urea a l'alè per detectar la presència d'aquest bacteri. L'any 2005 fou guardonat, juntament amb Barry Marshall, amb el Premi Nobel de Medicina o Fisiologia «pel descobriment del bacteri "Helicobacter pylori" i el seu paper en la malaltia de l'úlcera pèptica i la gastritis».